# (6259) Maillol
(6259) Maillol ist ein Asteroid des Hauptgürtels, der am 30. September 1973 vom niederländischen Astronomenehepaar Cornelis Johannes van Houten und Ingrid van Houten-Groeneveld entdeckt wurde. Die Entdeckung geschah im Rahmen der Zweiten Trojanerdurchmusterung, bei der von Tom Gehrels mit dem 120-cm-Oschin-Schmidt-Teleskop des Palomar-Observatoriums (IAU-Code 675) aufgenommene Feldplatten an der Universität Leiden durchmustert wurden.
Der Himmelskörper wurde nach dem französischen Bildhauer, Maler und Grafiker Aristide Maillol (1861–1944) benannt, der in Frankreich als der wichtigste Antipode Auguste Rodins galt und die europäische Plastik in der ersten Hälfte des 20. Jahrhunderts nachhaltig beeinflusste.